# Швабштет
Швабштет (њем. Schwabstedt) општина је у њемачкој савезној држави Шлезвиг-Холштајн. Једно је од 132 општинска средишта округа Нордфризланд. Према процјени из 2010. у општини је живјело 1.312 становника. Посједује регионалну шифру (AGS) 1054116.

## Географски и демографски подаци
Швабштет се налази у савезној држави Шлезвиг-Холштајн у округу Нордфризланд. Општина се налази на надморској висини од 12 метара. Површина општине износи 19,6 km². У самом мјесту је, према процјени из 2010. године, живјело 1.312 становника. Просјечна густина становништва износи 67 становника/km².

## Међународна сарадња
| Мјесто | Држава   | Врста сарадње | Од    |
| ------ | -------- | ------------- | ----- |
| Сирниц | Аустрија | контакт       | 2002. |
| Извор  |          |               |       |